# Leopold al II-lea, Prinț de Anhalt-Dessau
Leopold al II-lea Maximilian, Prinț de Anhalt-Dessau (25 decembrie 1700 – 16 decembrie 1751), a fost prinț german din Casa de Ascania și conducător al principatului Anhalt-Dessau din 1747 până în 1751. De asemenea, a fost general prusac.

## Biografie
Leopold s-a născut la Dessau și a fost al doilea fiu al Prințului Leopold I de Anhalt-Dessau cu soția sa morganatică, Anna Louise Föhse.
La vârsta de nouă ani el și-a însoțit tatăl la îndatoririle militare pentru armata prusacă. În 1715 el a fost numit locotenent colonel la regimentul de infanterie nr.27 din Stendal. În 1733 a condus forțele prusace  staționate în orașul Mühlhausen în Turingia în timpul Primului Război Silezian.
Moartea în 1737 a fratelui său mai mare, Prințul Wilhelm Gustav, l-a făcut pe Leopold noul moștenitor din Dessau. Fratele său era deja căsătorit și avea nouă copii însă soția sa nu era nobilă; din acest motiv copii lui au fost excluși de la succesiune. După decesul tatălui său în 1747, Leopold a moștenit  Anhalt-Dessau.

## Căsătorie și copii
La Bernburg, la 25 mai 1737 Leopold s-a căsătorit cu Gisela Agnes (n. 21 septembrie 1722 – d. 20 aprilie 1751), fiica lui Leopold, Prinț de Anhalt-Köthen. Ei au avut șapte copii:
1. Leopold III Frederick Franz (n. 10 august 1740, Dessau – d. 9 august 1817, Luisium bei Dessau), următorul Prinț de Anhalt-Dessau.
2. Louise Agnes Margarete (n. 15 august 1742, Dessau – d. 11 iulie 1743, Dessau).
3. Henrietta Katharina Agnes (n. 5 iunie 1744, Dessau – d. 15 decembrie 1799, Dessau), căsătorită la 26 octombrie 1779 cu Johann Justus, Freiherr von Loën.
4. Marie Leopoldine (n. 18 noiembrie 1746, Dessau – d. 15 aprilie 1769, Detmold), căsătorită la 4 august 1765 cu Simon August, Conte de Lippe-Detmold.
5. Johann Georg (n. 28 ianuarie 1748, Dessau – d. 1 aprilie 1811, Vienna).
6. Casimire (n. 19 ianuarie 1749, Dessau – d. 8 noiembrie 1778, Detmold), căsătorită la 9 noiembrie 1769 cu Simon August, Conte de Lippe-Detmold, văduvul surorii sale.
7. Albert Frederick (n. 22 aprilie 1750, Dessau – d. 31 octombrie 1811, Dessau), căsătorit la 25 octombrie 1774 cu Henriette de Lippe-Weissenfeld.